# Мартин Фернандес, Даниэль
Даниэ́ль Марти́н Ферна́ндес (исп. Daniel "Dani" Martín Fernández; род. 8 июля 1998, Хихон, Астурия) — испанский футболист, вратарь клуба «Тенерифе».

## Клубная карьера
Мартин — воспитанник клуба «Спортинг» из своего родного города. 19 сентября 2017 года в поединке Кубка Испании против «Нумансии» Дани дебютировал за основной состав. 5 мая 2019 года в матче против «Мальорки» он дебютировал в Сегунде.

## Международная карьера
В 2019 году Мартин в составе молодёжной сборной Испании выиграл молодёжный чемпионат Европы в Италии. На турнире он был запасным и на поле не вышел.

## Достижения
Испания (до 21)
- Чемпион Европы среди молодёжи: 2019